# Abronius Silo

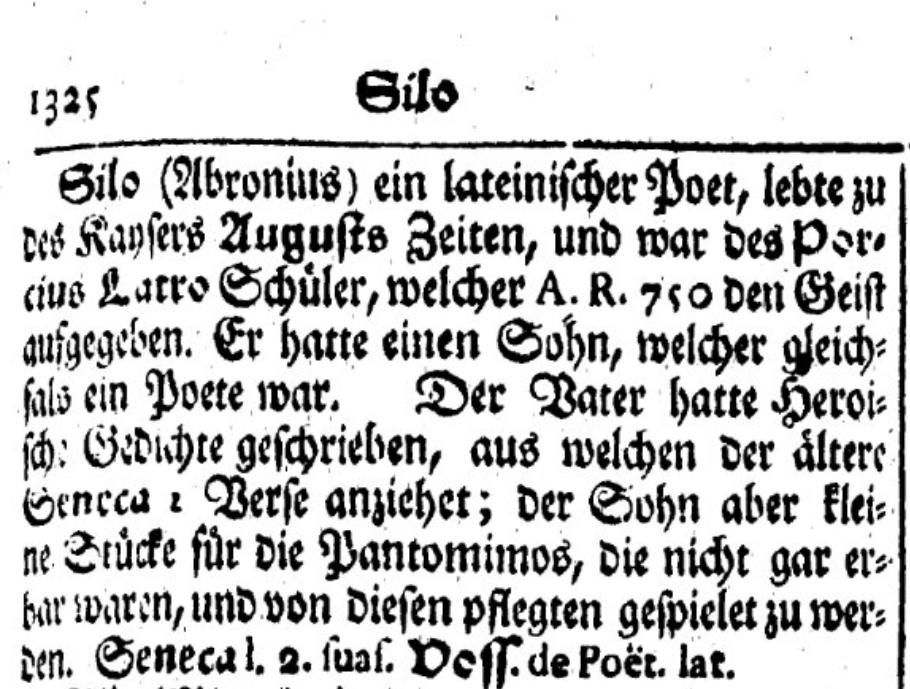
Abronius Silo in Zedlers Universal-Lexikon 1743

Abronius Silo, auch Arbronius, war ein römischer Dichter im Rom des Augusteischen Zeitalters (30 v. bis 14 n. Chr.). Seneca der Ältere, einzige Quelle, überliefert in den Suasoriae, Kapitel 2, Abschnitt 19–20, zwei seiner Hexameter – es sind die einzigen –, die als Beispiel für das Problem des Plagiierens in dieser Zeit von Bedeutung sind.

## Leben
Die richtige Fassung und Bedeutung seines Namens sind ungeklärt, ebenso sein Geburts- und Sterbejahr. Über sein Leben ist nur bekannt, dass er Rhetorikschüler war und einen gleichnamigen Sohn hatte.
Seneca bringt in Erinnerung, dass ein Schüler des Latro, Abronius Silo,… ein Gedicht vortrug. Er war also wie Ovid Schüler an der Rhetoren-Schule des Deklamators Marcus Porcius Latro († 4 v. Chr.), den beide verehrten und nachahmten.
Seneca († zirka 39 n. Chr.) schrieb die Suasoriae am Ende seines Lebens und Silo war in diesen Jahren schon vergessen, denn er fügte hinzu, er sei der Vater des (bekannten) Silos, der Stücke für Pantomimentheater geschrieben und (damit) seine große Begabung nicht nur aufgegeben, sondern besudelt hat. Der Sohn war inzwischen bekannter als sein Vater und Pantominenspiele waren beliebt, Seneca spricht von einer scheußlichen Begeisterung für das Singen und Tanzen. Die Spiele waren einträglich, hatten aber einen schlechten Ruf und wurden in gebildeten Kreisen nicht zur Literatur gezählt, da der Text gegenüber Tanz und Mimik in den Hintergrund trat. Senecas Abwertung des Sohns wertet den Vater auf, dieser repräsentierte in der Anfangsphase des Augustus noch die alten Tugenden und Qualitätsansprüche der Beredsamkeit, jener in den 30ern n. Chr. ihren Verfall und Niedergang. Das zeigte sich auch in der Zunahme des Plagiierens.

## Das Plagiatsproblem
Seneca beklagt für seine Zeit den Verfall der Redekunst und die Zunahme des Plagiierens: Sentenzen (Aussprüche, Gedankengänge), von überaus beredten Männern hervorgebracht, geben sie (die heutigen Redner) bei der großen Unwissenheit des Publikums leicht für ihre eigenen aus.
Beim folgenden Plagiatsbeispiel geht es um die Übernahme des Ausdrucks belli mora = Aufschub des Krieges, ein Topos, der auch bei anderen römischen Autoren auftaucht. Der Topos stammt möglicherweise aus Homers Ilias, wird aber von Seneca so dargestellt, dass er als eine Erfindung des Latro von Silo imitiert und von Vergil plagiatsfrei umgewandelt und vollendet worden sei.

### Homer
Vorbild des belli mora war möglicherweise das im Trojanischen Krieg der Ilias auf Achill bezogene ἕρκος Ἀχαιοῖσιν πέλεται πολέμοιο = er (Achill) ist für die Achaier (Griechen) Schutzwall im Krieg (Buch 1, Vers 284). ἕρκος = Schutzwall kann angesichts des zornigen Achills, der den Krieg hinauszögerte, metaphorisch auch als Hindernis oder Aufschub gelesen werden, der lokative Genitiv πολέμοιο = im Krieg auch als normaler Bereichsgenitiv des Krieges, so dass sich dann für das Hyperbaton ἕρκος … πολέμοιο ergäbe: Er (Achill) ist für die Achaier der Aufschub des Krieges. Es bleibt ungeklärt, ob Homer als Vorbild diente, eher ist mit Seneca davon auszugehen, dass der Ausdruck genuin lateinisch von Latro erfunden und eingeführt wurde.

### Latro
Das Thema der zweiten Suasoria (Beratungsrede) ist die Schlacht bei den Thermophylen: Die 300 gegen Xerxes geschickten Spartiaten […] überlegen, ob sie auch (wie die anderen griechischen Abteilungen) fliehen sollten. Latro versetzt sich in seinem Vortrag in die Lage der Spartiaten und sagt: dass sie (die Spartiaten) wohl gewinnen könnten, dass sie ohne Gefahr als Unbesiegte (nach Hause) zurückkehren könnten, dank ihrer Tapferkeit und ihres Geländevorteils – und dann fügte er jenen Gedanken hinzu: Wenigstens werden wir (die 300 Spartiaten) mit Gewissheit der Aufschub des Krieges sein. Gemeint ist, dass selbst eine Niederlage der Spartaner, ihr Opfertod, ein Sieg wäre, da sie so die Perser aufhielten, den weiteren Kriegsverlauf hemmten und Zeit für die Verteidigung Griechenlands gewönnen. Der Ausdruck ist gesetzt und Silo greift ihn in anderem Zusammenhang auf.

### Abronius Silo
Seneca berichtet, dass später (nach Latros Einlassung) […] Abronius Silo […] Verse vortrug, in denen wir den Ausdruck des Latro wiedererkannten, und zwar in diesen Versen (Hexametern): Auf geht's o Danaer (Griechen), setzt euch in Bewegung, singt den großen Päan (Schlachtgesang) / auf geht's und triumphiert, (denn) der Aufschub des Krieges, Hektor, ist gefallen.
Silo verlegte den Schauplatz vor die Tore Trojas, die Zuhörer erkannten den Ausdruck als von Latro übernommen und Seneca benutzte Silos Verse, um damals = tunc und jetzt = nunc scharf zu kontrastieren, denn er fährt fort: So aufmerksam waren damals die Hörer (das Publikum), um nicht zu sagen so böswillig (kritisch), dass (nicht einmal) eine Silbe (ein Wort) übernommen (plagiiert) werden konnte. Doch jetzt (heute) kann jeder die Reden gegen Verres ohne Gefahr als seine eigenen (Reden) vortragen. Mit damals meint er die frühe augusteische Zeit, die Zeit von Vergil († 19 v. Chr.), von Silo und dessen Lehrer Latro († 4 v. Chr.), und mit jetzt die 30er Jahre n. Chr.
Als Silo diese Verse schuf, und dies muss vor dem Todesjahr Vergils gewesen sein, stand das Publikum schon kleinsten Übernahmen überaus kritisch gegenüber. Doch Seneca nimmt Silo vor den Plagiatsjägern in Schutz, er stellt fest, dass er einen gut ausgedrückten Gedanke = sensum bene dictum (Suas. 2, 20) ablieferte, der danach sehr berühmt war = valde erat celebre (Suas. 2, 19). Demgegenüber geißelt er zugespitzt die Praxis seiner Zeitgenossen in den 30ern n. Chr., die ohne Skrupel ‚ganze Reden‘ plagiierten, und das Publikum, das dies nicht erkannte oder zumindest tolerierte.

### Vergil
Seneca zeigt abschließend, dass Abronius von Vergil übertroffen wurde und um wie viel anmutiger dieses sehr berühmte (silosche Sprichwort): „Hektor, der Aufschub des Krieges, ist gefallen“, Vergil ausgedrückt hat:  „Egal was (ob der Krieg, Kampf oder Sieg) bei den Mauern des feindlichen Troja aufgeschoben wurde / durch die Hand Hektors und Aeneas' kam (auf jeden Fall) der Sieg der Griechen nicht voran.“ Vergil hat das Sprichwort aufgelöst. Dass der zeitlich frühere Silo eine Vorlage für ihn war, scheint unwahrscheinlich und bleibt ungeklärt.

### Resümee
Seneca illustriert vor dem Hintergrund der siloschen Verse den Niedergang der Redekunst in den 30er Jahren n. Chr. Nicht nur die Autoren, sondern und gerade auch das Publikum legten auf die ehemals anspruchsvolle und plagiatsfreie Eloquentia und Redekunst keinen Wert mehr, ließen alles durchgehen und gaben jegliche Qualitätsansprüche auf.
Dass Silo von Latro den Topos übernahm, ist sicher. Seneca ordnet Silo aber nicht als Plagiator ein, nimmt ihn gegenüber den Plagiatsjägern in Schutz und lobt ihn sogar für seine Verse. Die Übernahme des belli mora reiche für einen Plagiatsvorwurf nicht aus.
Dass Silo bei Seneca und auch sonst in anderen Quellen nicht weiter erwähnt wird und in den 30er Jahren n. Chr. nicht mehr bekannt war, lässt vordergründig auf seine poetische Bedeutungslosigkeit schließen. Da aber Seneca seine Versfüße bellí mora cóncidit Héctor als berühmt und gut gesagt kommentiert, ist ihm eine gewisse Bedeutung nicht abzusprechen, zumal er ihn in eine Reihe mit Vergil stellt, der ihn als der größere Epiker ‚natürlich‘ übertreffen musste.
Auch McGill’s Interpretation der Senecaquelle fasst zur Ehrenrettung Silos zusammen, er habe die poetischen Tugenden eingehalten und nicht plagiiert, das Publikum sei in der Kritik zu weit gegangen: „Seneca ascribes to Silo the quality and merit of a true author, after recalling a charge that called his authorial status into question and, it follows, denied his line any such literary virtues. To maintain that Silo imitated Latro instead of plagiarizing from him is to believe that the poet's accusers got things wrong.“